# BNP Paribas Katowice Open 2014
BNP Paribas Katowice Open 2014 byl tenisový turnaj pořádaný jako součást ženského okruhu WTA Tour, který se hrál v aréně Spodek na krytých tvrdých dvorcích. Konal se mezi 7. až 13. dubnem 2014 v polských Katovicích jako 2. ročník turnaje.
Turnaj s rozpočtem 250 000 dolarů patřil do kategorie WTA International Tournaments. Spolu se stuttgartským Porsche Tennis Grand Prix představoval jednu ze dvou událostí sezóny hranou v hale.

## Ženská dvouhra

### Nasazení
| Stát      | Hráčka                    | WTA1) | Nasazení |
| --------- | ------------------------- | ----- | -------- |
| Polsko    | Agnieszka Radwańská       | 3.    | 1.       |
| Itálie    | Roberta Vinciová          | 16.   | 2.       |
| Španělsko | Carla Suárezová Navarrová | 17.   | 3.       |
| Francie   | Alizé Cornetová           | 23.   | 4.       |
| Česko     | Klára Koukalová           | 31.   | 5.       |
| Rakousko  | Yvonne Meusburgerová      | 37.   | 6.       |
| Slovensko | Magdaléna Rybáriková      | 38.   | 7.       |
| Bulharsko | Cvetana Pironkovová       | 42.   | 8.       |

- 1) Žebříček WTA k 31. března 2014.

### Jiné formy účasti
Následující hráčky obdržely divokou kartu do hlavní soutěže:
- Alizé Cornetová
- Magdalena Fręchová
- Kristýna Plíšková

Následující hráčka nastoupila v soutěži, protože dostala speciální výjimku:
- Jovana Jakšićová

Následující hráčky postoupily z kvalifikace:
- Věra Duševinová
- Claire Feuersteinová
- Kristína Kučová
- Xenija Pervaková

### Odhlášení
před zahájením turnaje
- Kirsten Flipkensová
- Polona Hercogová
- María Teresa Torrová Florová

## Ženská čtyřhra

### Nasazení
| Stát       | Hráčka                 | Stát                   | Hráčka                   | WTA1) | Nasazení |
| ---------- | ---------------------- | ---------------------- | ------------------------ | ----- | -------- |
| Česko      | Klára Koukalová        | Rumunsko               | Monica Niculescuová      | 73.   | 1.       |
| Chorvatsko | Darija Juraková        | Spojené státy americké | Megan Moultonová-Levyová | 99.   | 2.       |
| Rakousko   | Sandra Klemenschitsová | Slovinsko              | Andreja Klepačová        | 119.  | 3.       |
| Japonsko   | Šúko Aojamová          | Česko                  | Renata Voráčová          | 120.  | 4.       |

- 1) Žebříček WTA k 31. března 2014; číslo je součtem umístění obou členek páru.

### Jiné formy účasti
Následující pár obdržely divokou kartu do hlavní soutěže:
- Magdalena Fręchová /  Zuzanna Maciejewská
- Klaudia Jansová-Ignaciková /  Raluca Olaruová

Následující pár nastoupil z pozice náhradníka:
- Veronika Kapshayová /  Teodora Mirčićová

### Odhlášení
- Tamira Paszeková

## Přehled finále

### Ženská dvouhra
- Alizé Cornetová vs.  Camila Giorgiová, 7–6(7-3), 5–7, 7–5

### Ženská čtyřhra
- Julia Bejgelzimerová /  Olga Savčuková vs.  Klára Koukalová /  Monica Niculescuová, 6–4, 5–7, [10–7]